# Ídolos de la radio
Ídolos de la radio, que también se exhibió como Ídolos de Buenos Aires es una película argentina en blanco y negro dirigida por Eduardo Morera sobre guion de Nicolás de las Llanderas y Arnaldo Malfatti que se estrenó el 24 de octubre de 1934 y que tuvo como protagonistas a Ada Falcon, Olinda Bozán, Ignacio Corsini y Tito Lusiardo.

## Sinopsis
Distintas historias de amor que tienen como escenario una estación de radio.

## Reparto
Intervinieron en el filme los siguientes intérpretes:
- Ada Falcon
- Olinda Bozán
- Ignacio Corsini
- Tito Lusiardo
- Antonio Podestá
- Pablo Osvaldo Valle
- Dora Davis
- Don Dean
- Mario Fortuna
- Eduardo de Labar
- Tita Merello
- Olga Mom
- Blanca del Prado
- Olga Casares Pearson
- Ángel Walk
- Federico Mansilla
- Ernesto Famá
- Trío Gedeón
- Los Bohemios
- Francisco Canaro y su Orquesta
- Cuarteto Vocal Buenos Aires

## Comentario
El crítico Néstor opinó:

"En primer lugar esto no es una película, qué esperanza...! Es un catálogo radiofónico y lo que es peor, un catálogo de remate...Los únicos que lucen de veras son Olinda Bozán y Tito Lusiardo, vale decir dos ídolos del teatro y no de la radio"